# اشتتل مجازی

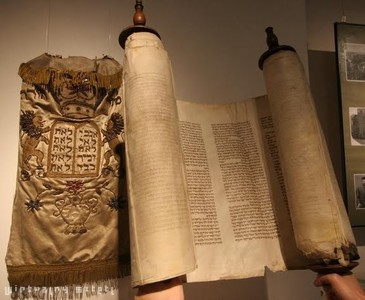
طومار تورات

اشتتل مجازی (به لهستانی: Wirtualny Sztetl) پورتالی دوزبانه لهستانی-انگلیسی توسط موزه تاریخ یهودیان لهستانی در ورشو است که به تاریخ یهودیان در لهستان اختصاص دارد.

## تاریخچه
تارنمای اشتتل مجازی به‌طور رسمی در ۱۶ ژوئن ۲۰۰۹ توسط بنیانگذارش آلبرت استانکوفسکی راه‌اندازی شد. این پورتال بیش از ۱۹۰۰ شهر را با نقشه، آمار و نگارخانه تصاویر فهرست کرده‌است. در آینده، این سامانه همچنین شامل یک سامانه تعاملی خواهد بود که توسط آن کاربران اینترنت با یکدیگر تعامل خواهند کرد. این پیوندی میان تاریخ یهودیان لهستان و جهان چند فرهنگی معاصر ایجاد می‌کند.
اشتتل مجازی بسطی بر موزه واقعی است که در سال ۲۰۱۱ در مکان گتو ورشو گشایش یافت. هدف اصلی آن فراهم آوردن یک انجمن اجتماعی منحصر به فرد برای همه علاقه‌مندان به زندگی یهودیان لهستانی است. اشتتل مجازی تاریخ یهودیان لهستانی را آنگونه که در یک شهر یا روستا وجود داشته‌است (به ییدیش: اشتتل) بازگو می‌کند. علاوه بر این، اطلاعاتی نیز در مورد یهودیان آلمان و زندگی یهودیان در سرزمین‌های شرقی آلمان فراهم می‌کند.